# (5315) Balʹmont
(5315) Balʹmont est un astéroïde de la ceinture principale.

## Description
(5315) Balʹmont est un astéroïde de la ceinture principale. Il fut découvert le 16 septembre 1982 à Nauchnyj par Lioudmila Tchernykh. Il présente une orbite caractérisée par un demi-grand axe de 2,26 UA, une excentricité de 0,20 et une inclinaison de 6,2° par rapport à l'écliptique.

## Compléments